# Gheorghe Codrea
Gheorghe Codrea ou George Codrea (né le 24 juin 1948 à Sighet en Roumanie) est un footballeur roumain, qui évoluait au poste de défenseur.

## Biographie
Avec l'équipe du Rapid Bucarest, il joue cinq matchs en Coupe de l'UEFA, et également cinq en Coupe des coupes. 
Il est huitième de finaliste de la Coupe de l'UEFA lors de la saison 1971-1972, en étant battu par le club londonien de Tottenham. Il est ensuite quart de finaliste de la Coupe des coupes en 1973, s'inclinant face au club anglais de Leeds United.

## Palmarès

### Avec leRapid Bucarest
- Vainqueur de la Coupe de Roumanie en 1972
- Vice-champion de Roumanie en 1971